# 原田常治
原田 常治（はらだ つねじ、1903年4月26日 - 1977年8月23日）は、昭和期の出版事業家。株式会社同志社（のちの婦人生活社、2003年に倒産）を創立する。同志社を創立させる前は、講談社『講談倶楽部』編集長をつとめた。1976年に書かれた『古代日本正史』の著作者として有名。千葉県生まれ。日本大学卒業。1973年4月、勲四等瑞宝章を受章。

## 著書
- 女の部屋
- 人生語録
- 緋牡丹記
- 『人生座談』同志社 1952
- 『社長のくり言 続人生座談』同志社 1954
- 『社長のくり言 第2集 (男の世界と女の世界)』同志社 1958
- 『社長のくり言』第3集（随筆女の人生）婦人生活社 1967
- 『社長のくり言』第4集（女の幸福）婦人生活社、1967
- 『原田常治全集 1　土と人間 人間随筆』婦人生活社 1974
- 『明確になった邪馬台国 魏志倭人伝の読み方』婦人生活社 1974
- 『古代日本正史 記紀以前の資料による』同志社 1976
- 『気温の周期と人間の歴史 第1巻 (温暖化すすむ日本列島)』同志社 1977
- 『魏志倭人伝詳解 邪馬台国西都市の確認』同志社 1977
- 『上代日本正史 神武天皇から応神天皇まで』同志社 1977
- 『気温の周期と人間の歴史 第2巻 (世界の九月現地調査)』同志社 1978

### 編集
- 『川柳漫画と番附いろいろ社會百面相』編集　大日本雄辯會講談社 1931
- 『四季の家庭日本料理』編集　同志社 1956
- 『夫と妻の医学 付避妊の実際相談』編集　同志社 1963